# 莫妮卡·米哈利克
莫妮卡·米哈利克（波蘭語：Monika Michalik，1980年5月2日—），波兰女子摔跤运动员。她曾代表波兰参加2008年、2012年和2016年夏季奥林匹克运动会摔跤比赛，其中2016年奥运会获得一枚铜牌。

## 家庭
弟弟塔德乌什·米哈利克。